# 大國魂神社

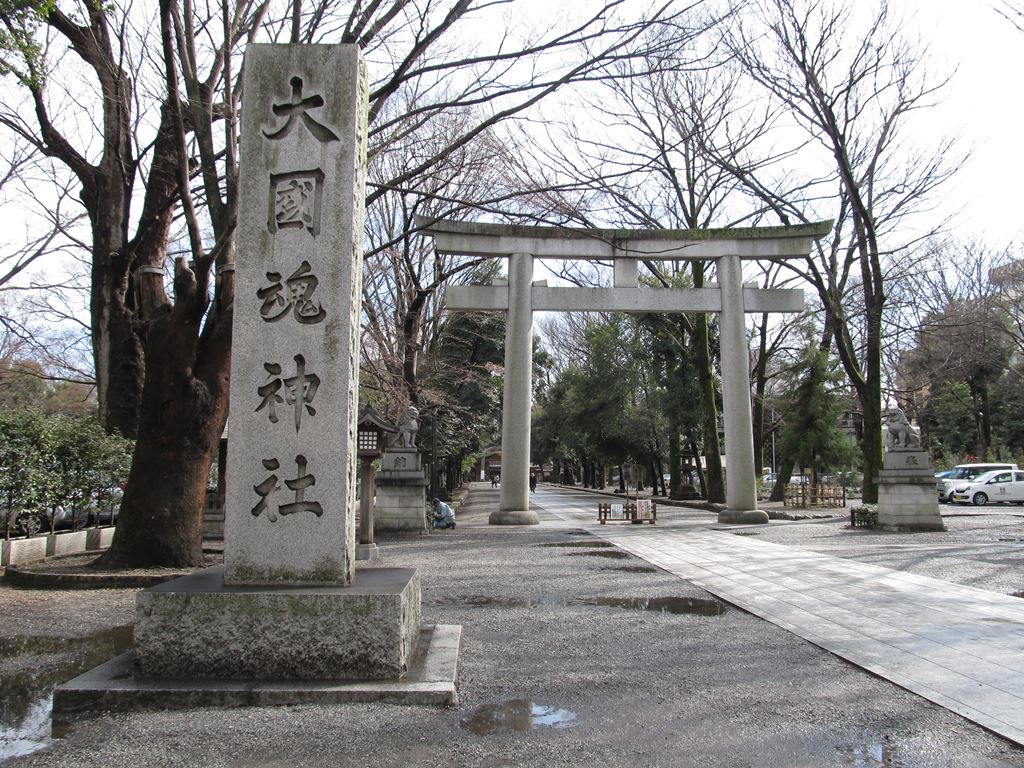
大鳥居と社号標

大國魂神社（おおくにたまじんじゃ、新字体：大国魂神社）は、東京都府中市宮町に所在する神社。武蔵国の総社であり、東京五社の一社。また、武蔵国の一之宮から六之宮までを合わせ祀るため、「六所宮」とも呼ばれる。

## 概要

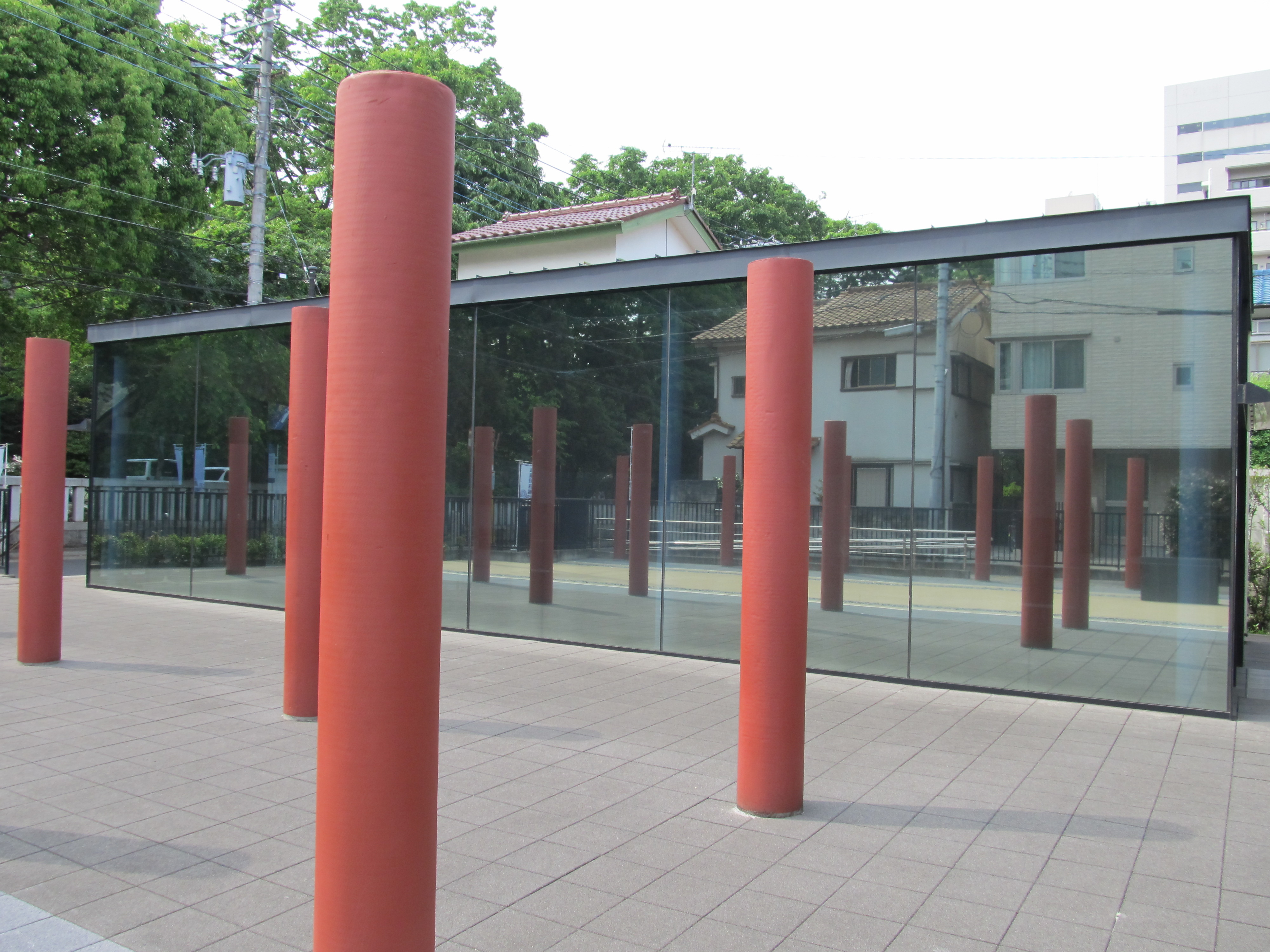
史跡武蔵国府跡（国衙）

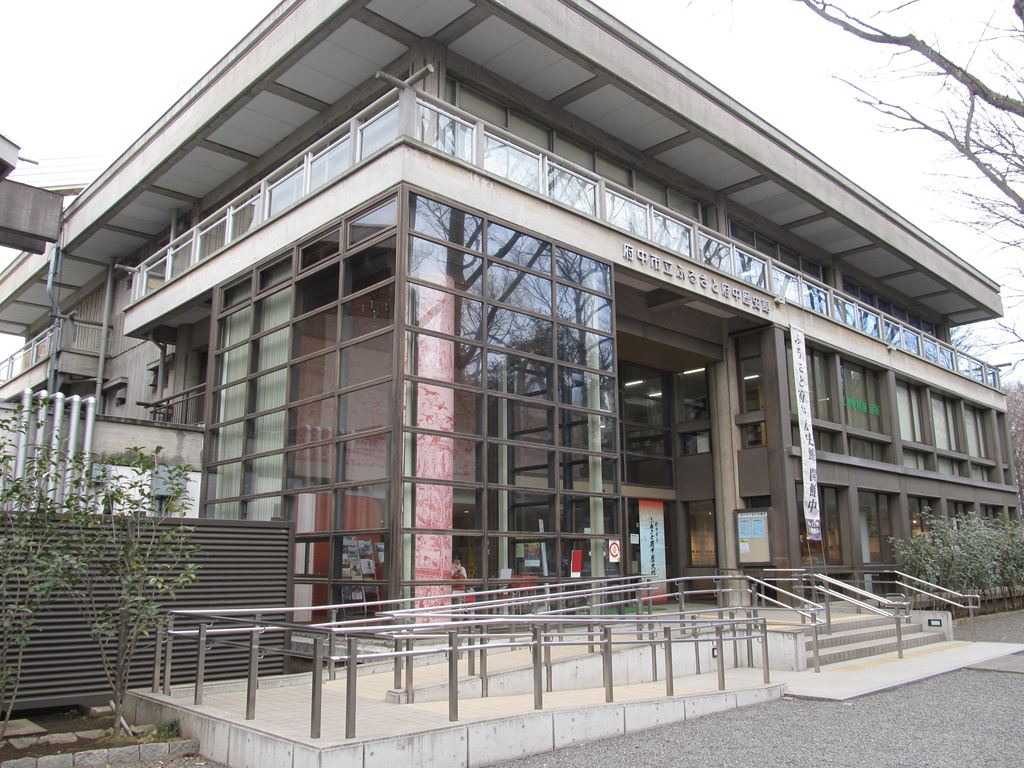
ふるさと府中歴史館

古代、国司は任国内の全ての神社を一宮から順に巡拝していた。この長い巡礼を簡単に行えるよう、各国の国府近くに国内の神を合祀した総社を設け、まとめて祭祀を行うようになった。当社は武蔵国の総社にあたる。
当社は府中市中心部に鎮座し、「府中」の市名はかつて武蔵国の国府があったことに由来する。当社の境内地がかつての武蔵国の国府跡にあたり、境内地と市道を挟んで東側の市有地は「武蔵国府跡（武蔵国衙跡地区）」として国の史跡に指定されている。東側市有地は「武蔵国衙跡地区」として整備されており、柱跡が表示されて展示室が設けられている（「武蔵国府跡」も参照）と共に博物館「ふるさと府中歴史館」が設置されている。また、当社は府中宿の中心部近くにあり、大鳥居から武蔵国分寺や武蔵国分尼寺までの道が整備されていた。
当社の創建は景行天皇41年（西暦111年）5月5日と伝えられており、大化の改新の際に現在の場所に国府を置いたという。源頼義と義家が奥州戦に向かう際に戦勝を祈願、その直系子孫にあたる源頼朝も妻の安産祈願をしたなどの伝承が残されてある。
境内は多くの社殿からなるほか、重要文化財の木造狛犬を初めとした文化財を多数伝えている。府中本町駅近くの市街地中心部に位置するにもかかわらず木々に囲まれており、参道の馬場大門のケヤキ並木は国の天然記念物に指定されている。
例大祭は、東京都指定無形民俗文化財に指定されている「くらやみ祭」であり、関東三大奇祭の一つに数えられている。

## 祭神
本殿の祭神は以下の通り。武蔵国の総社として、当社創建当時の武蔵国一之宮から六之宮まで（通称：武州六社明神）を祀っている。
中殿
- 大國魂大神 （おおくにたまのおおかみ） - 主祭神。大国主神と同神とされる。
- 御霊大神 （ごりょうおおかみ）
- 国内諸神

東殿
- 一之宮：小野大神 - 小野神社（東京都多摩市）
- 二之宮：小河大神 - 二宮神社（東京都あきる野市）[注 2]
- 三之宮：氷川大神 - 氷川神社（埼玉県さいたま市大宮区）

西殿
- 四之宮：秩父大神 - 秩父神社（埼玉県秩父市番場町）
- 五之宮：金佐奈大神 - 金鑚神社（埼玉県児玉郡神川町）[注 2]
- 六之宮：杉山大神 - 杉山神社（神奈川県横浜市緑区）[注 3]

創立の初期には、創建日の5月5日に武蔵国中の神官が集まり祈祷を行っていたと伝えられる。

## 歴史

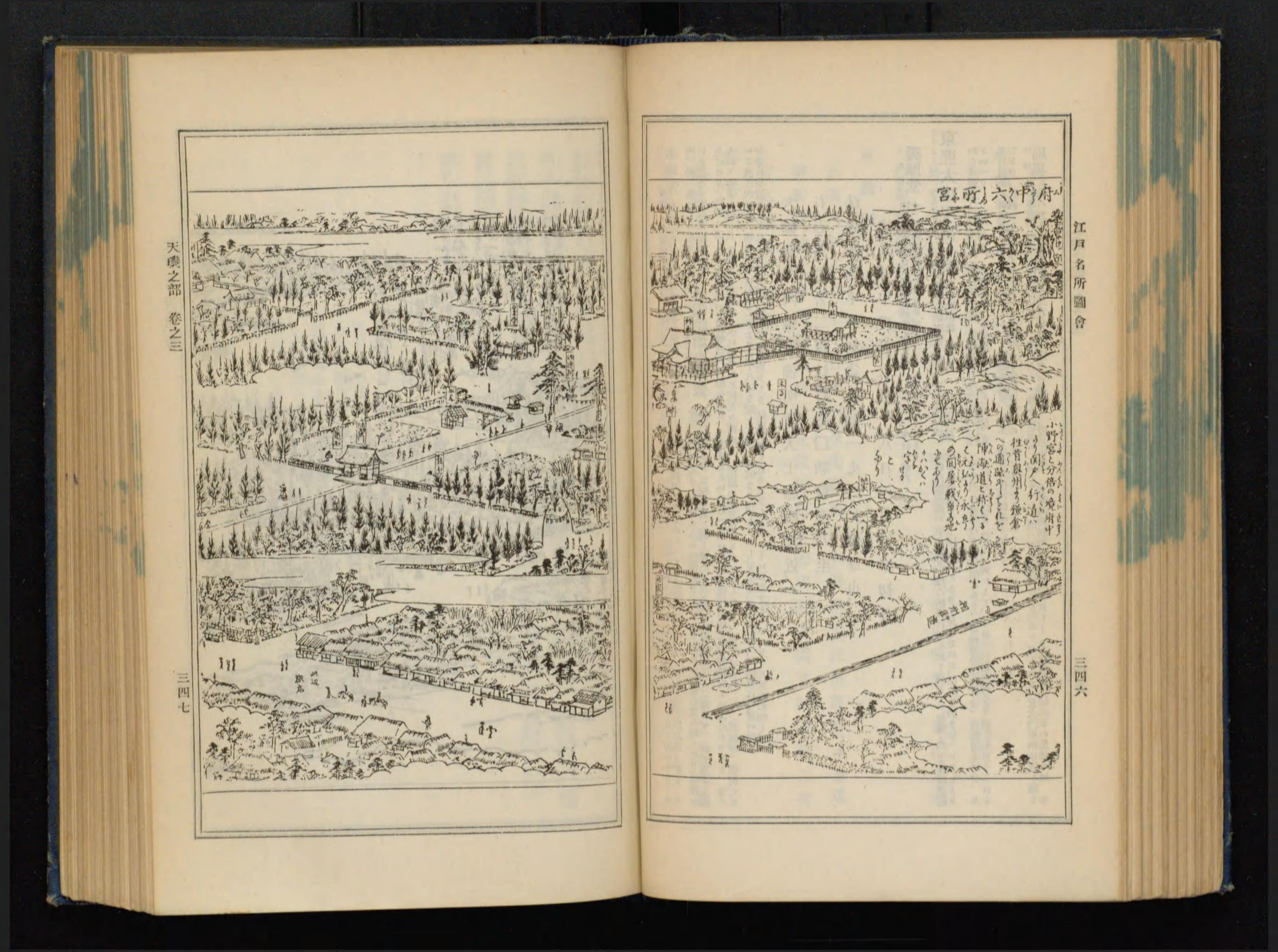
江戸名所図会 府中六所宮

### 創建
社伝『府中六所社伝』などに記された伝承によれば、景行天皇41年5月5日に大國魂大神がこの地に降臨し、それを郷民が祀った社が起源という。その後、出雲臣の祖神天穂日命の後裔が武蔵国造に任ぜられ社の奉仕を行ってから、代々の国造が奉仕してその祭務を行ったと伝承されている。このときの社号は「大國魂神社」。

### 概史
- 大化元年（645年） - 大化の改新時、武蔵国府が境内に置かれて社を国衙の斎場とし、国司が奉仕して国内の祭務を総轄する社となった。国司が国内社の奉幣巡拝・神事執行等の便により国内諸神を配祀し、武蔵総社の起源になった。この時に社号は「武蔵総社」となったという。その後、武蔵国内の著名な神、六所（6社の神）を奉祀して、社号が「武蔵総社六所宮」と変わった。
- 康平5年（1062年） - 前九年の役平定の際に源頼義・義家父子が、欅の苗千本を寄進した。これは現在、国の天然記念物に指定されている「馬場大門のケヤキ並木」の起源である。また、神前にすももを供物として供したことから、後年この日とされる7月20日に毎年「すもも祭り」が行われるようになった。
- 寿永元年（1182年） - 源頼朝が葛西三郎清重を使節として、政子の安産の祈願が行われた。
- 文治2年（1186年） - 源頼朝は武蔵守義信を奉行として社殿を造営した。
- 貞永元年2月（1232年） - 鎌倉幕府第3代執権である北条泰時の代で社殿の修造が行われた。
- 天正18年（1590年）8月 - 徳川家康が江戸へ入城してからは、武蔵国の総社として社領500石が寄進されて社殿およびその他の造営が行われた。
- 正保3年（1646年）10月 - 類焼により社殿が焼失。
- 寛文7年（1667年） - 徳川家綱の命により、久世大和守広之が社殿を再建し。現在に至る。慶応年間（19世紀中半）には、檜皮葺が銅板葺に改められた。
- 文久元年（1861年） - 後の新選組局長近藤勇が天然理心流宗家四代目襲名することを祝う披露試合が行われた。
- 明治元年（1868年） - 勅祭社に準ぜられた。
- 明治4年（1871年） - 社号を「大國魂神社」に改称。
- 明治7年（1875年） - 近代社格制度において県社に列せられた。
- 明治18年（1886年） - 官幣小社とされた。
- 平成23年（2011年） - 齋館の新築、随神門の改築、手水舎の移設が行われた。
- 平成29年（2017年） - 西参道と鳥居が建設された。

## 境内
祭神の「松は憂いもの杉ばかり」との謂れから、境内に松の木が植えられることはなく、地元の府中市では正月の門松に松を使わず「門竹」を使うことが多い。本殿は一棟三殿、総朱漆塗で銅板葺。江戸時代の寛文7年（1667年）造営で、それ以前の三棟三殿から現在の形式となった。東京都の文化財に指定。御旅所は「府中市役所前」交差点に所在する（北緯35度40分11.45秒 東経139度28分35.64秒 / 北緯35.6698472度 東経139.4765667度）。例祭時に神輿が渡御する。隣接して府中宿の高札場（東京都指定文化財）が残る。また、境内にある水神社裏手には、人を象った紙を体に当てた後に川に流すことで穢を落とす「人形（ひとがた）流し」を行う場所がある。
そのほか、境内には授与所、待合所、神楽殿、宝物殿、手水舎、廻廊、社務所、結婚式場、忠魂碑、日露戦役記念碑、軍艦多摩戦歿者慰霊碑、相撲場がある。このうち旧日本帝国海軍の軽巡洋艦「多摩」は大國魂神社を艦内神社としていた縁があり、撃沈されてから70年目に当たる2014年10月25日以降、毎年同じ日に慰霊祭を営んでいる。
境内は全面禁煙で自転車乗車も禁止されているが、2020年東京オリンピックの自転車競技ではロードレースのパレードランコースに選ばれ、多くの選手たちが参道を自転車に乗車したままで通過した。

## ギャラリー
- 中雀門
- 鼓楼
- 枝垂桜
- 随神門
- 西参道鳥居
- 手水舎
- 軍艦多摩戦歿者慰霊碑
- 御旅所（左手に高札場）
- 宝物殿

## 摂末社・付属社

### 摂社
- 宮乃咩神社（みやのめじんじゃ）

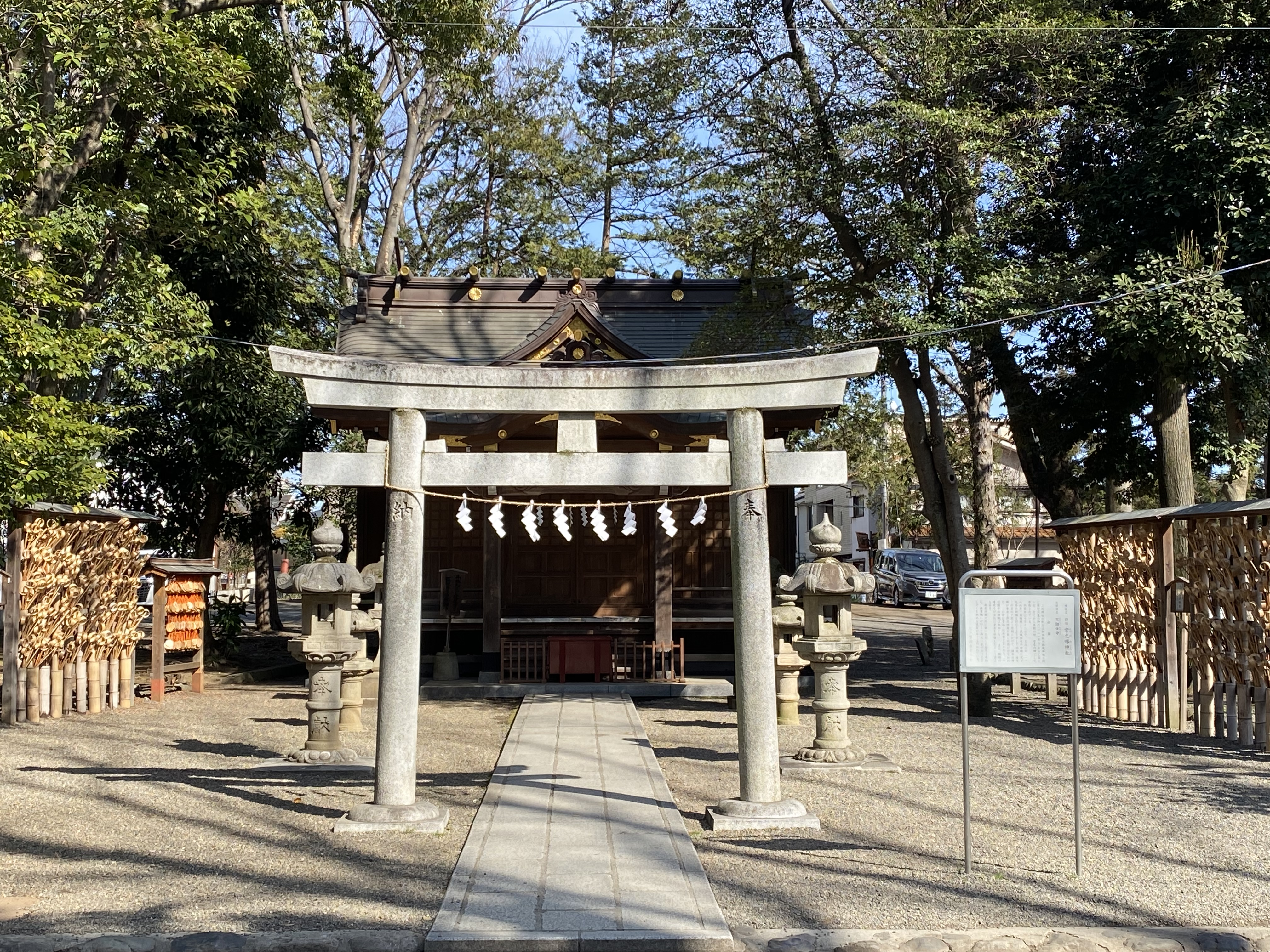
宮乃咩神社（みやのめじんじゃ）

  - 鎮座地：大鳥居から随神門への参道途中（北緯35度40分8.08秒 東経139度28分45.52秒 / 北緯35.6689111度 東経139.4793111度）
  - 祭神：天鈿女命
  - 例祭：7月12日
  - 創建：伝景行天皇年間 - 本社と同時代とされる

- 坪宮 （つぼのみや。坪宮社、国造神社とも）
  - 鎮座地：府中市本町（北緯35度40分2.61秒 東経139度28分25.24秒 / 北緯35.6673917度 東経139.4736778度）
  - 祭神：兄多毛比命 （えたもひのみこと）
  - 例祭：2月15日

### 末社
境内末社
- 松尾神社
  - 祭神：大山咋命。例祭：9月13日。創建：寛政12年（1800年）近隣の醸造家のために勧請。
- 巽神社 （たつみじんじゃ）
  - 祭神：市杵嶋姫命（弁才天）。例祭：4月1日

もとは市川にあった「市神社」。その社を大國魂神社の本殿から辰巳（南東）の方向に遷座し「巽神社」と改称した。
- 東照宮
  - 祭神：徳川家康公。例祭：6月1日。創建：元和4年（1618年）

徳川秀忠による造営。家康の死後、駿河国久能山により下野国二荒山に祀りなおされたときに、武蔵国府の斎場で一夜を明かした遺跡を後世に伝えるために造営された。東照宮本殿 附 寛保3年再建の棟札1枚が府中市指定文化財。
- 住吉神社
  - 祭神：表筒男命・中筒男命・底筒男命。例祭：10月1日

本社は大阪市の摂津国一之宮 住吉大社。1849年（嘉永2年）に勧請。
- 大鷲神社 （おおとりじんじゃ）

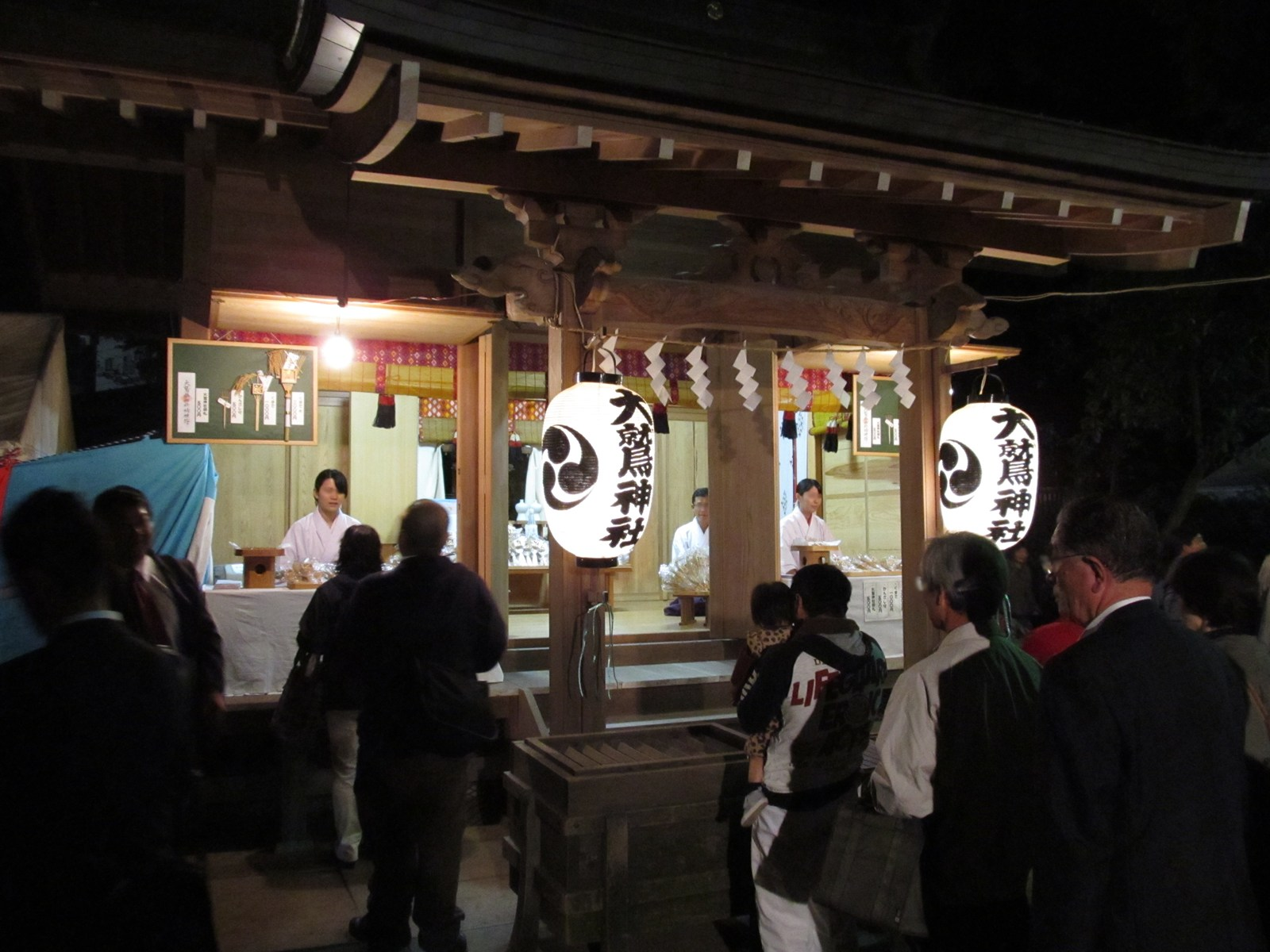
大鷲神社の酉の市

  - 祭神：大鷲大神。例祭：11月酉の日（酉の市）

本社は堺市の和泉国一宮 大鳥大社。1863年（文久3年）に府中新宿町（現、宮町周辺）に祭祀された大鷲神社を1910年（明治43年）に住吉神社に合祀。
- 神戸稲荷神社 （ごうどいなりじんじゃ）
- 水神社

境外末社
- 瀧神社

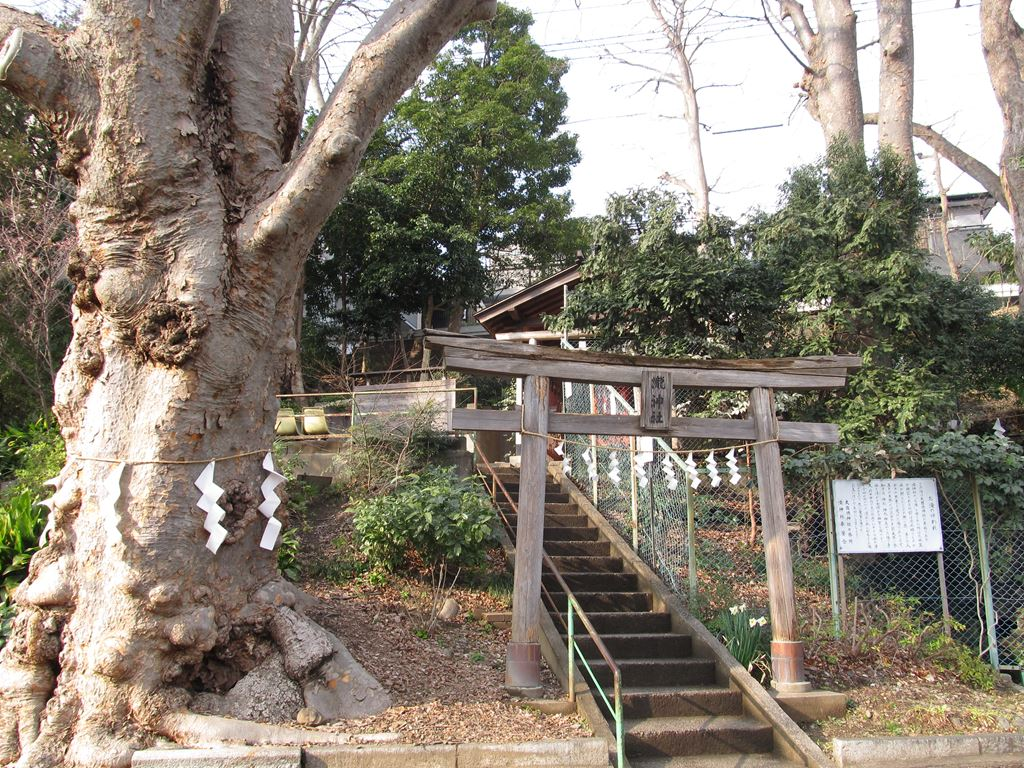
瀧神社

  - 鎮座地：府中市清水が丘（北緯35度39分56.73秒 東経139度29分41.37秒 / 北緯35.6657583度 東経139.4948250度）。
  - 概要：大國魂神社の5月5日の例大祭の際に神職、神人、神馬が身を清めるための滝の水を祭った神社である[6][7]。5月3日に行われる競馬式では現在JRAの馬が神馬として活躍しているため、お社には騎手たちのサインが奉納されている[8]。急な段丘崖の中腹に社が祭られており、かつては崖の中腹から湧き出した地下水が滝となっていた[9]。現在は境内にある湧き水の滝を守るために府中市により金網で閉鎖されている[10]。
  - 祭神：賀茂別雷命、玉依姫命、賀茂建角身命[11]
  - 例祭：4月1日
  - 歴史：祭神は最も水に縁故の深い神様である[12]。
  - 境内：瀧神社の鳥居の脇にあるけやきの御神木は府中の木百選に選ばれている[13][14]。
  - 瀧神社奉賛会：1969年（昭和44年）6月に組織された。祭礼、神社および境内の整備、鳥居の新築、お滝の整備、会員相互の親睦などの活動を続けている[15]。
- 天神社
  - 鎮座地：宮町3-21-1
  - 祭神：少名彦命（すくなひこのみこと）。例祭：2月25日。『私案抄』「総社の摂社と並べ載たる中に天神の宮とある是れなり」

### 所管社
- 武蔵国府八幡宮

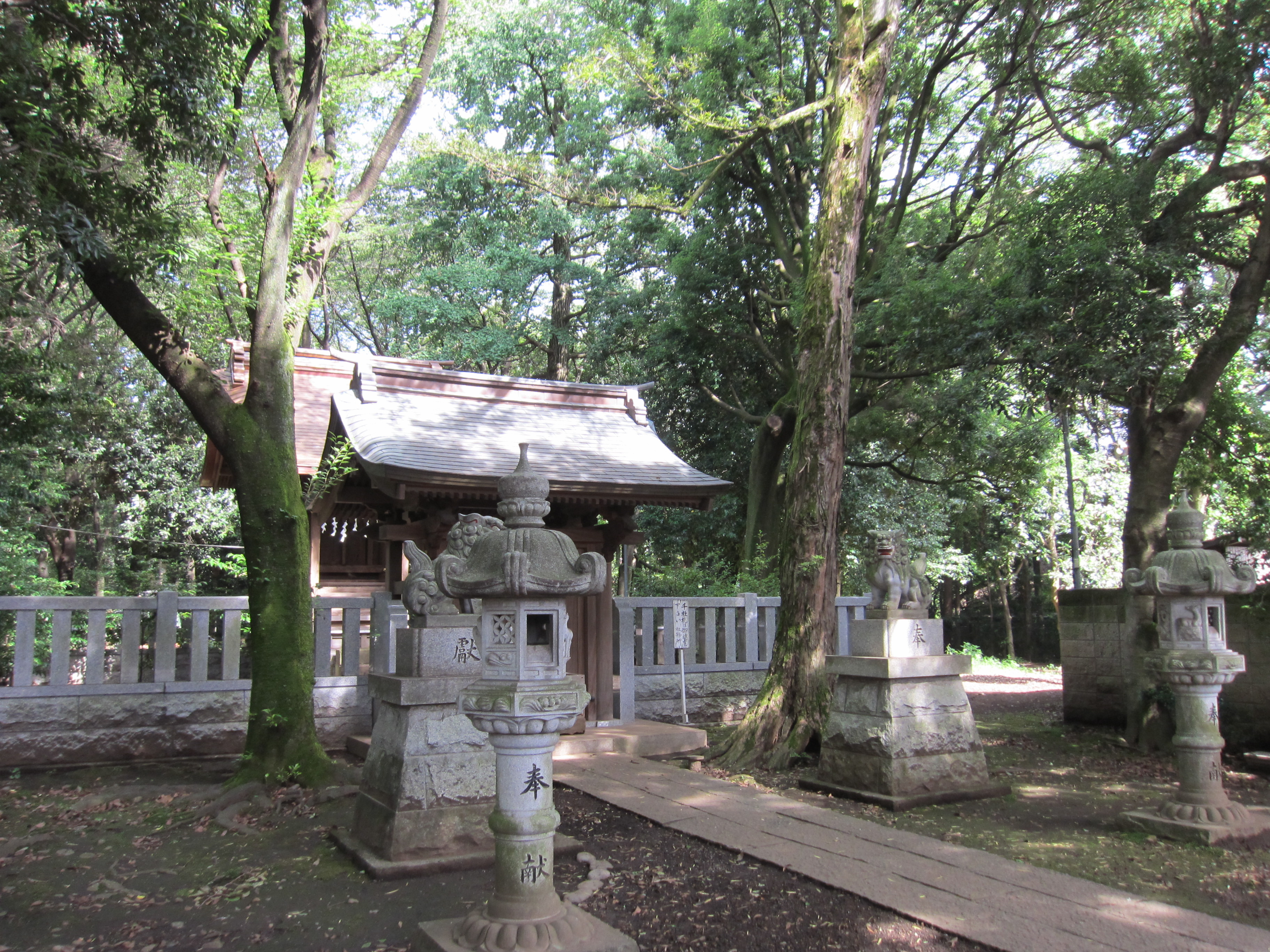
武蔵国府八幡宮

  - 鎮座地：府中市八幡町（北緯35度40分3.85秒 東経139度29分20.25秒 / 北緯35.6677361度 東経139.4889583度）
  - 祭神：応神天皇
  - 例祭：8月15日

諸国府に設けられた八幡宮の1つ。聖武天皇時の創建とされる。

## 参道
参道には欅（ケヤキ）が植えられている。これは、源頼義公・義家の「前九年の役」と、徳川家康によるものとされている。東京都立農業高等学校手前のけやき並木北交叉点まで伸びる「けやき並木通り」は、正式には「馬場大門のケヤキ並木」といい、大正13年に日本で2番目の天然記念物として指定されており、ケヤキ並木としては日本で唯一の天然記念物である。古くは並木の両側が馬場となっており、過去には5月3日より9月晦日まで馬市が立った（詳細は「馬場大門のケヤキ並木」を参照）。
- ケヤキ並木は参道
- ケヤキは源義家からの寄進物
- 北交叉点（並木の北端）
江戸時代にはここに一の鳥居があった。

## 祭事
祭神に毎日の食事を供する御日供祭を含めると年間400近い祭事が行われている。2018年からは小正月のどんど焼きを神事として新たに行うようになった。

### 年間祭事
| 1月 | 1日      | 歳旦祭 年祝祭    | 歳旦祭 年祝祭           |          | 6月      | 1日              | 東照宮例祭 |
| 1月 | 2日      | 海幸・山幸祭     | 海幸・山幸祭            | 夏至の日 | 6月      | 夏至祭           |            |
| 1月 | 3日      | 元始祭           | 元始祭                  | 30日     | 6月      | 大祓式           |            |
| 1月 | 15日     | 日吉神社例祭     | 日吉神社例祭            | 7月      | 12日     | 青袖祭           |            |
| 2月 | 3日      | 節分祭           | 節分祭                  | 7月      | 12日     | 宮乃咩神社       |            |
| 2月 | 11日     | 紀元節祭         | 紀元節祭                | 7月      | 13日     | 杉舞祭           |            |
| 2月 | 15日     | 坪宮例祭         | 坪宮例祭                | 7月      | 20日     | すもも祭         |            |
| 2月 | 17日     | 祈年祭           | 祈年祭                  | 8月      | 1日      | 相撲祭           |            |
| 2月 | 25日     | 天神社例祭       | 天神社例祭              | 8月      | 7日      | 風祭             |            |
| 3月 | 4日      | 氷雨祭           | 氷雨祭                  | 8月      | 15日     | 国府八幡宮例祭   |            |
| 3月 | 4日      | 神戸稲荷神社例祭 | 神戸稲荷神社例祭        | 9月      | 13日     | 松尾神社例祭     |            |
| 3月 | 10日     | 春季祭           | 春季祭                  | 9月      | 秋分の日 | 秋季皇霊祭遙拝式 |            |
| 3月 | 春分の日 | 春季皇霊祭遙拝式 | 春季皇霊祭遙拝式        | 9月      | 24日     | 忠魂碑慰霊祭     |            |
| 4月 | 1日      | 巽神社例祭       | 巽神社例祭              | 9月      | 27日     | 秋季祭（くり祭） |            |
| 4月 | 1日      | 滝神社例祭       | 滝神社例祭              | 9月      | 28日     | 秋季祭（くり祭） |            |
| 4月 | 30日     | 品川海上禊祓式   | 例 大 祭 く ら や み 祭 | 10月     | 1日      | 住吉神社例祭     |            |
| 5月 | 1日      | 祈晴祭           | 例 大 祭 く ら や み 祭 | 11月     | 3日      | 文化祭           |            |
| 5月 | 2日      | 御鏡磨式         | 例 大 祭 く ら や み 祭 | 11月     | 酉の日   | 酉の市           |            |
| 5月 | 3日      | 競馬式           | 例 大 祭 く ら や み 祭 | 11月     | 15日     | 七五三詣り       |            |
| 5月 | 4日      | 御綱祭           | 例 大 祭 く ら や み 祭 | 11月     | 23日     | 新嘗祭           |            |
| 5月 | 5日      | 動座祭           | 例 大 祭 く ら や み 祭 | 12月     | 冬至の日 | 冬至祭           |            |
| 5月 | 5日      | 御輿渡卸         | 例 大 祭 く ら や み 祭 | 12月     | 23日     | 天皇誕生祭       |            |
| 5月 | 6日      | 還御の儀         | 例 大 祭 く ら や み 祭 | 12月     | 27日     | 煤払祭           |            |
| 5月 | 6日      | 鎮座祭           | 例 大 祭 く ら や み 祭 | 12月     | 31日     | 大祓式・除夜祭   |            |

- 成人の日（1月）
- 節分祭（2011年2月撮影）
- 新横綱 稀勢の里関が豆まき（2017年2月撮影）
- すもも祭（7月）
- くり祭り（9月）
- 酉の市（11月）
- 酉の市

### 例大祭（くらやみ祭）
大國魂神社の例大祭は、関東三大奇祭の一つであるくらやみ祭りである。この祭りは毎年4月30日から5月6日にかけて行われており、本来歌垣の性格を帯びていたが、明治時代になってその淫靡な風習は改められた。また、夜間に実施されていた祭礼の行事も1959年（昭和34年）より夕刻の実施となった。
宵宮となる5月3日には、参道であるケヤキ並木において古式競馬式と府中囃子の競演、5月4日には旧甲州街道にて20台あまりの山車行列が行われる。例大祭当日となる5月5日には、6張の大太鼓に先導されて、8基の神輿が御旅所まで渡御する。神輿が御旅所に到着したのち神事を行い、一夜あけて6日早朝より神社への還御が行われる。
5日の神輿渡御が深夜に町中の灯を消して闇の中で行われたため、くらやみ祭りと呼ばれる。以前は東京競馬場の開催を自粛していたが、2007年（平成19年）以降は競馬が開催されている。
- くらやみ祭の大太鼓渡御（2013年5月撮影）
- くらやみ祭の神輿渡御（2013年5月撮影）

## 文化財

### 重要文化財（国指定）
- 指定名称：木造狛犬  - 1949年（昭和24年）2月18日指定[21]。本殿と拝殿の間にあった中門に置かれていたと伝わる。阿形像の像高70.3センチメートル、吽形像の像高72.1センチメートル、両像とも玉眼、漆塗、金箔仕上げで、檜製の寄木造。作風から鎌倉時代、運慶作と考えられている。阿形像胎内から｢紀州　根来/平之内正信作之/元和五己未年 卯月吉日｣の木札の墨書銘が見つかる[22]。

### 天然記念物（国指定）
- 指定名称：馬場大門のケヤキ並木： 参道 - 「馬場大門のケヤキ並木」参照。1924年（大正13年）12月09日指定[23]。

### 史跡（国指定）
- 指定名称：武蔵国府跡 - 2009年（平成21年）7月23日指定[24]。

### 東京都指定文化財
- 本殿、附・棟札1枚、祈禱札1枚、寛文造成覚書1通 - 1962年（昭和37年）3月31日、都重宝指定。1976年（昭和51年）7月1日に条例改正に伴い種別変更により有形文化財（建造物）指定となる。1667年（寛文7年）建立。棟札に「上棟寛文七年丁未三月吉辰」と記されている[25]。
- 府中高札場 - 1929年（昭和4年）10月2日、標識指定。1952年（昭和27年）4月1日、史跡指定。1955年（昭和30年）3月28日、旧跡指定。御旅所に隣接。江戸時代に建てられ、禁制・法令等を伝えるための板札で、府中宿の中心に位置し、甲州街道、川越街道、相州街道が交差する交通の拠点であった[26]。
- 武蔵府中のくらやみ祭 - 2010年（平成22年）3月23日、無形民俗文化財（風俗慣習）指定[27]。

## 現地情報
所在地
- 東京都府中市宮町3-1

交通アクセス
- 鉄道
  - 最寄駅：JR東日本南武線・武蔵野線 府中本町駅 （徒歩2分）
  - 京王電鉄京王線 府中駅 ・京王競馬場線 府中競馬正門前駅（徒歩5分）
- 自動車（渋滞し、一時通行止めを伴う交通規制も行われる）
  - 国道20号、東京都道229号府中調布線
  - 中央自動車道国立府中インターチェンジ・府中バスストップSIC